# Rubelj
Rúbelj (rusko рубль) je uradna denarna valuta Ruske federacije (ruski rubelj) in Belorusije (beloruski rubelj), bil pa je tudi denarna enota Sovjetske zveze (sovjetski rubelj). 1 rubelj sestavlja 100 kopejk (копейка).

## Zgodovina
V 13. stoletju se je v Novgorodu skupaj z imenom grivna začelo uporabljati tudi poimenovanje za denar rubelj. To poimenovanje so začeli uporabljati za novgorodsko grivno, srebrn kovanec v obliki 14-20 cm dolge palice, ki je na hrbtni strani imel nekaj zarez in je tehtal približno 200 g. Prvič je v pisnih virih rubelj omenjen konec 13. stoletja v dokumentih Velikega Novgoroda (1281-1299).
Dolgo časa je prevladovalo mnenje, da beseda rubelj izhaja iz glagola рубить, ki pomeni sekati ali cepiti. Takratni prebivalci Novgoroda naj bi s tem, ko so grivno razcepili na dvoje, dobili rublje, rublje pa razcepili še na dvoje in dobili poltine – šlo naj bi torej za neke vrste drobiž.
Nova teorija pa je nastala po tem, ko so znanstveno dokazali, da sta srebrna grivna in srebrni rubelj imela enako težo. Rubelj naj bi dobil ime po načinu izdelovanja. Pri izdelovanju kovancev so vroče srebro vlivali v kalup, ki je bil sestavljen iz dveh delov. Na novgorodskih kovancih je razločno viden šiv ob straneh. Koren besede rubelj – rub naj bi pomenil rob, obrobek, kar pomeni, da je rubelj v tistih časih po vsej verjetnosti pomenil palico z robom ali šivom.
Rubelj se je močno razširil: pojavil se je moskovski rubelj, ki je bil enake oblike kot novgorodski, kasneje pa še litovski rubelj, ki je ravno tako imel obliko palice.
V 15. stoletju je rubelj dokončno izrinil grivno in postal edina plačilna enota v stari Rusiji.